# Xiph.Org
Xiph.Org Foundation — некоммерческая организация, целью который является разработка и продвижение свободного, открытого программного обеспечения и протоколов, в основном для работы с мультимедиа.

## Название
Слово «Xiph» ([zɪf] или [ksif]) происходит от лат. Xiphophorus helleri — «зелёный меченосец». На логотипе изображена рыба, однако она не имеет с зелёным меченосцем ничего общего.

## Проекты
- Ogg — медиаконтейнер. Его используют различные кодеки xiph:
  - Vorbis — аудио
  - Theora — видео
  - FLAC — аудио (без потерь)
  - Speex — сжатие речи
  - CELT — аудио (с низкими задержками)
  - Opus — аудио (с низкими задержками), например для VoIP
  - Tremor — реализация Vorbis на целочисленной арифметике
  - OggPCM — PCM
  - OggUVS — несжатое видео
  - Daala — разрабатываемый видео кодек, конкурент H.265[2]
  - Skeleton[3] — поддержка нескольких логических потоков в рамках одного ogg файла
  - RTP-контейнеры для Vorbis, Theora, Speex
  - CMML — язык XML-разметки для временных данных
- libao — библиотека для вывода звука, работает на многих платформах[4]
- OpenCodecs — набор кодеков для Windows (Xiph и WebM Project)
- Annodex — потоковый формат, комбинирующий данные и CMML разметку
- Icecast — сервер потокового вещания
- Ices — программа потокового вещания в Ogg Vorbis или MP3